# Кокташ-Джамі
Кокташ-Джамі (крим. Köktaş Cami) — мечеть села Кокташ (Синьокам'янка) Білогірського району Автономної Республіки Крим.

## Опис
Всередині мечеть порівняно невелика, але цього вистачає для місцевих жителів. Загальна чисельність населення в Синьокам'янці нині — приблизно 350 осіб. Більшість — кримські татари.
Міхраб (ніша в стіні мечеті, яка вказує напрямок на Мекку) з унікальними фрагментами орнаментів та візерунків, що дивом зберігся.

## Історія
Реставрація мечеті почалася в жовтні 2014 року. До того моменту культова споруда, що відноситься до XVI століття, була майже повністю зруйнована.
Згідно з написами арабською мовою над входом до будівлі, що збереглися, востаннє ремонт мечеті проводився в 1895 році.
За рік будівлю мечеті вдалося повністю відновити, а також вибудувати абдестхане (приміщення для обмивання).
2 квітня 2016 року будівельники розпочали підготовку платформи, на як пізніше був побудований 12-метровий мінарет.
Ініціаторам відновлення мечеті вдалося зібрати старі к'умани (глечики для ритуального обмивання). Вони розміщуються в передпокої мечеті.